# Abscés pulmonar
L'abscés pulmonar, en medicina, fa referència a una lesió a teixit pulmonar plena de pus i amb simultània inflamació de teixits. Generalment, és ocasionada per una Infecció. Aquest es considera primari, en un 60% dels casos, quan és desencadenada per un procés que s'origina i es desenvolupa al pulmó. Quan aquest és la complicació d'una altra causa, per exemple, una embòlia vascular o ruptura d'un abscés extrapulmonar.

## Epidemiologia
El sexe predominant que desenvolupa abscés pulmonar és el masculí. L'edat mitjana de diagnòstic i aparició de la patologia és a 40 anys aproximadament i, de forma més general, a l'edat adulta i vellesa.

## Classificació
L'abscés pulmonar es pot classificar segons la seva duració. Aquest pot ser agut o crònic. Si l'abscés pulmonar és agut té una duració menor de 4-6 setmanes. Si aquesta duració és superior, llavors, es considera un abscès pulmonar crònic.
Un altre tipus de classificació es basa en el tipus de patogen que ha causat la Infecció.

## Etiologia
Els abscessos pulmonars són causats per bacteris anaeròbics. Per exemplificar, estreptococs anaeròbics i, de forma ocasional, la Klebsiella. A finals dels anys 90 s'ha observat un increment de la incidència d'abscessos pulmonars causat per Staphylococcus aureus.
Així doncs, hi ha tota una sèrie de causes que desencadenen l'abscés pulmonar. Algunes d'elles són: obstrucció bronquial, pneumònia, infeccions bacterianes, infart pulmonar, extensió d'una infecció abdominal, contusió pulmonar posttraumàtica, aspiració orofaringea, entre d'altres.
Generalment, l'abscés pulmonar es desencadena per una infecció produïda per bacteris presents a la boca i gola. La gran majoria de vegades l'organisme desencadena sistemes de defensa i activa el sistema immunitari però a vegades, si l'individu està immunodeprimit, no s'activen les barreres immunitàries.
La gran majoria de casos els pacients només tenen un abscés localitzat. Tot i així, a vegades es desencadenen més abscessos a altres zones pulmonars. Els abscessos pulmonars localitzats són més freqüents que els múltiples.

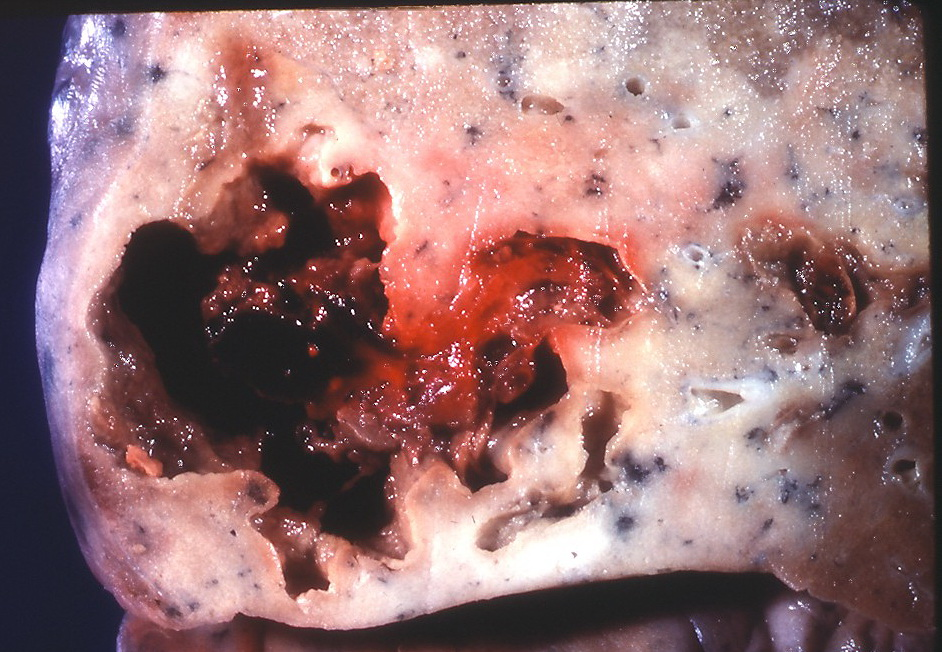
Imatge d'un abscés pulmonar.

## Simptomatologia
L'inici de la simptomatologia sol ser gradual. La simptomatologia més freqüent és tos, febre amb calfred i suors nocturnes. La tos pot ser productiva amb expectoració de moc amb un 70%. Els individus afectats també pot queixar-se de dolor al pit, dispnea, letargia i altres característiques de la malaltia crònica. El dolor toràcic o abdominal s'agreuja en casos de pleuritis o inflamació de la pleura.
Sovint, l'esput pot anar acompanyat de sang, anomenathemoptisi, i amb un olorsever causat pels bacteris.

## Diagnòstic
El diagnòstic de l'abscés pulmonar es fonamenta en una bona anamnesi, seguit d'una precisa exploració física i proves complementàries.

### Anamnesi
L'anamnesi ajuda a detectar quan va aparèixer la simptomatologia, els dies d'evolució i altres dades.

### Exploració física
Per fer un bon diagnòstic cal avaluar la simptomatologia que presenta la persona afectada. La simptomatologia, esmentada anteriorment, és la tos amb expectoració de moc, febre acompanyada de calfreds, dispnea, entre d'altres.

### Estudis d'imatge
L'estudi d'imatge més utilitzat és la radiografia de tòrax. Aquesta permet observar lesions infeccioses i inflamació als pulmons.

### Proves de laboratori
Per poder saber quin tractament farmacològic cal aplicar s'ha de fer un cultiu d'esput per saber el bacteri a tractar. El cultiu d'esput és una tècnica de Laboratori utilitzada en medicina per buscar organismes que causen Infeccions dels pulmons i bronquis. És una prova no invasiva i fàcil de realitzar. No hi ha presència de dolor ni altres molèsties severes durant la tècnica. Sovint, es pot sentir alguna petita molèstia per haver de tossir contínuament per expectorar el moc.

## Tractament
El tractament d'aquesta patologia té dos vessants: tractament farmacològic i altres tècniques.

### Tractament farmacològic
El tractament farmacològic consisteix en una pauta d'antibiòtics per via oral o via intravenosa. Per poder iniciar i aplicar l'antibioteràpia cal saber quin patogen ha desencadenat la infecció. Per això, cal dur a terme un cultiu d'esput. Un cop detectat el patogen causant s'inicia el tractament amb antibiòtic. Segons el patogen s'utilitzarà un fàrmac o un altre.

### Altres tècniques
Algunes tècniques es recomanen en situacions concretes. Per exemplificar, el drenatge terapèutic, en certes situacions, s'utilitza però no hi ha prou evidència que funcioni com a únic tractament. Una altra tècnica és la broncoscòpia que s'utilitza en abscessos secundaris. Aquesta tècnica també permet saber el patogen causant de la infecció.

## Complicacions
Les complicacions més freqüents, tot i que amb menys incidència, són l'afectació de la infecció a altres zones pulmonars, bronquièctasis, empiema, bacterièmia i infecció metastàtica com l'abscés cerebral. No tots els casos diagnosticats han de desencadenar complicacions. Cada cas és individualitzat i diferent.

## Pronòstic
La majoria dels casos responen correctament al tractament amb antibiòtic i el pronòstic (medicina) sol ser excel·lent. Tot i així, hi ha casos en els quals es poden desencadenar complicacions. La mortalitat sol ser d'un 5% aproximadament amb la respectiva curació del 90%-95% de les persones.